# Helios Klinikum Berlin-Buch

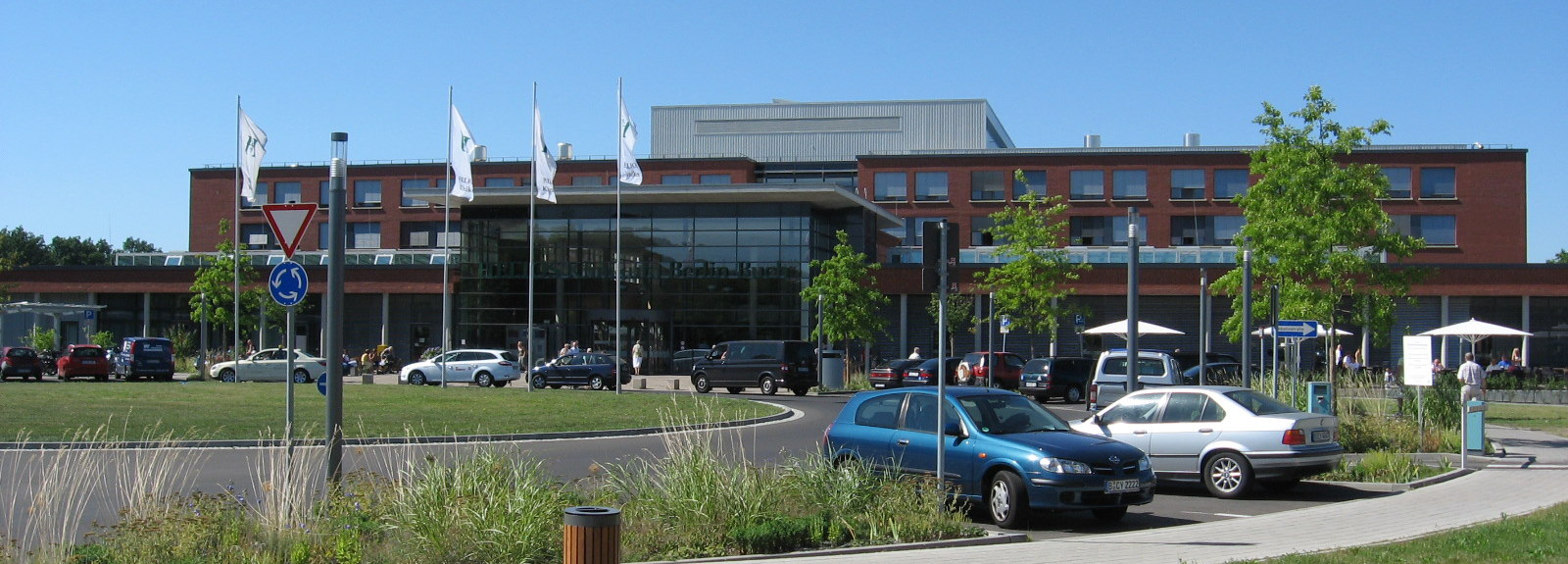
Haupteingang des Klinikums

Das Helios Klinikum Berlin-Buch ist eine Klinik an der Schwanebecker Chaussee im Ortsteil Buch des Berliner Bezirks Pankow. Das Krankenhaus wurde auf dem Gelände der Heilanstalten in Berlin-Buch errichtet, die von 1898 bis 1930 entstanden sind. Der Neubau der Klinik erfolgte auf Veranlassung des Betreibers, der Helios-Gruppe.

## Geschichte

### Vorgeschichte vom 19. Jahrhundert bis um 1950
Die ersten medizinischen Anlagen entstanden im damaligen Vorort Buch als Wohlfahrts-, Pflege- und Krankeneinrichtungen der Stadt Berlin auf einem vom Magistrat 1898 erworbenen früheren Gutsgelände. Errichtet wurden fünf umfangreiche, in sich geschlossene Gebäudekomplexe für unterschiedliche Behandlungsformen. Die Planungen für die Pavillonbauten im historisierenden Baustil stammten von Ludwig Hoffmann und wurden zwischen 1899 und 1915 realisiert. Bei ihrer Fertigstellung galt die Anlage mit ihren Einrichtungen und dem parkähnlichen Umfeld als modern und vorbildlich.
In kaum veränderter Weise dienten die Krankenhausanlagen bis nach dem Zweiten Weltkrieg ihren medizinischen Zwecken. Allerdings mussten Ärzte in der Zeit des Nationalsozialismus Zwangssterilisationen vornehmen. Daran wird mittels Gedenk- und Informationstafeln im Freibereich neben dem Haupteingang zum Klinikum erinnert.

### 1950 bis 1990
Ab dem Jahr 1950 erfolgte im Auftrag des Magistrats von Ost-Berlin eine schrittweise Umwandlung der Einrichtungen in ein komplexes Klinikum, 1963 wurden fünf Bereiche als Städtisches Klinikum Berlin-Buch zusammengefasst. Es handelte sich um die folgenden Bereiche:
I: Eingang in der Wiltbergstraße 50; die Bauten hier wurden 1910–1914 als Heil- und Pflegeanstalt errichtet. Die Gebäude zeigen den klassizistischen Baustil und sind weitestgehend verputzt. Gegliedert werden sie durch Werkstein. Ein Pförtnerhaus, ein Aufnahmehaus und kleinere Pavillons bildeten den Bereich I, zu dem noch das auffällige Verwaltungs- und Direktionsgebäude zählten. Diese zweigeschossige siebenachsige Bauanlage besitzt einen Mittelrisaliten und ist mittels ionischen Pilastern, skulptierten Medaillons sowie einem Kuppeltürmchen geschmückt. Dem Verwaltungsbau schließt sich eine breite Hauptachse an, an welchem zwei Tierbrunnen sprudelten. Der Weg führte zu einem abschließenden Saalbau mit zwei Flügelanbauten, dessen Hauptfassade mit zwei ionischen Kolossalsäulen vor den zurückgesetzten Eingangstüren versehen war. Ein rosettenverzierter Architrav markierte die Mittelachse des Hauses. Seitlich der WEge-Hauptachse standen zweigeschossige Bettenhäuser mit erhöhten Mittelrisaliten und kurzen Querflügeln. Die an den Bauten und am Brunnen vorhandenen Bildhauerarbeiten stammten von Ignatius Taschner, August Vogel und Georg Wrba.
II: Der Bereich II, das frühere Hufeland-Krankenhaus, hatte seinen Haupteingang in der Karower Straße 11. Das ist der älteste Teil des Bauensembles, 1899 bis 1906 als Heil- und Pflegeanstalt errichtet.
Diese Gebäude sind im holländischen Frühbarockstil ausgeführt und stehen symmetrisch beiderseits einer großen Hauptachse. Auch hier war ein Schmuckbrunnen im Zentrum der beiden Bauachsen vorhanden. Ein Pförtnerhäuschen, neben dem eine Büste des Namensgebers, Christoph Wilhelm Hufeland aufgestellt ist. Die Bronzeskulptur stammt von Christian Daniel Rauch und wurde bereits 1833 gefertigt. Des Weiteren gab es hier ebenfalls einen Verwaltungsbau, auch gereihte Bettenhäuser, ein gesondertes Torhaus mit einer rundbogigen Durchfahrt und eine Extra-Besucher-Wartehalle. Bildschmuck von den oben genannten Künstlern verzierte Teile der Fassaden und einen Schmuckbrunnen, auf dessen Brunnensäule ein Putto mit einer Gans im Arm stand. Hier befand sich schließlich auch die Kapelle für das gesamte Städtische Klinikum. Auf dem Gelände, östlich der medizinischen Anlagen, standen die Wirtschaftsgebäude (das Werk Buch) wie die Wäscherei, Bäckerei, Küche, das Maschinenhaus, ein eigenes Wasserwerk und ein Badehaus. Im Jahr 1975 ließ die Stadt Berlin auf dieser Fläche einige Neubauten hinzufügen, darunter eine medizinische Fachschule und eine Großküche. Die zuletzt genannten Gebäude sind klinkerverblendbauten mit Hausteingliederung.
III: In der Zepernicker Straße 1 kam das ehemalige Alte-Leute-Heim hinzu, das dann zuerst Hospital Buch-Ost genannt wurde. Daraus hatte sich schließlich das Ludwig-Hoffmann-Krankenhaus entwickelt. Dieser Gebäudekomplex, bestehend aus Pförtnerhäuschen, Pavillons, Besucher-Wartehalle, einem dreigeschossigen Verwaltungsbau, Bettenhäusern und Wirtschaftsbauten, war im Stil des norddeutschen Barock ausgeführt, der Bauschmuck stammte überwiegend von Ignatius Taschner. Der Haupteingang befand sich schließlich auch an der Karower Straße. Im Südbereich stand ein Wasserturm, der die Form historischer Stadttürme wiedergab.
IV: gelegen in Alt-Buch, zuvor als Städtisches Krankenhaus für Orthopädie und Rehabilitation eröffnet und betrieben. Das war hervorgegangen aus einer 1903 als Heimstätte für Lungenkranke im Schlosspark Buch 1901–1903 errichteten Anlage. Der Eingang liegt an der Straße nach Zehdenick und ist an einem erhaltenen Pförtnerhäuschen erkennbar.
V: An der Hobrechtsfelder Chaussee hatte sich 1914/1915 das Hospital Buch-West entwickelt, das sich der Behandlung lungenkranker Menschen widmete.
Die 1951 zum Städtische Klinikum Berlin-Buch zusammengelegten fünf ehemaligen Spezialkliniken bestanden bis 1990. Erst mit der deutschen Wiedervereinigung wurde die gesamte Struktur aufgelöst und in neue Einzelbereiche eingegliedert, der größere Teil arbeitete weiter unter dem Namen Klinikum Buch und war nun Eigentum der Stadt Berlin geworden. Viele Bauten standen danach längere Zeit leer und verfielen.

### Seit 2001

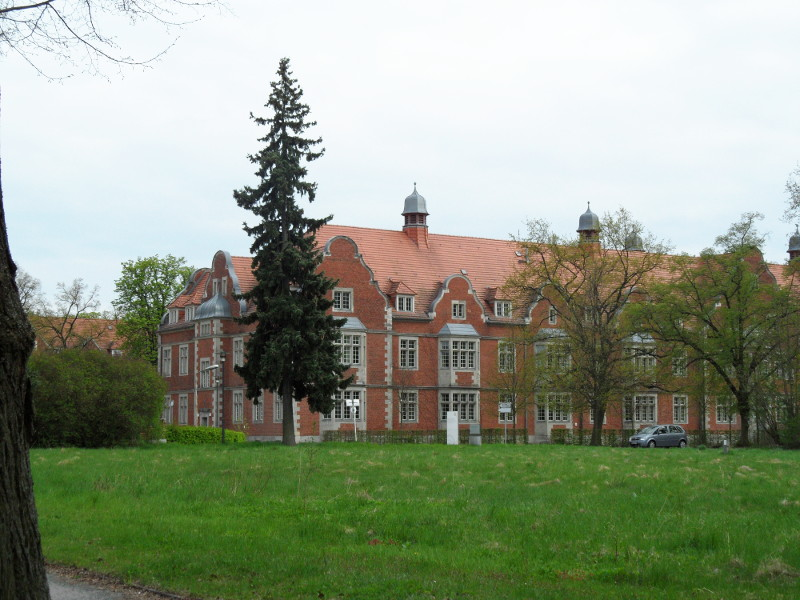
Altbauten

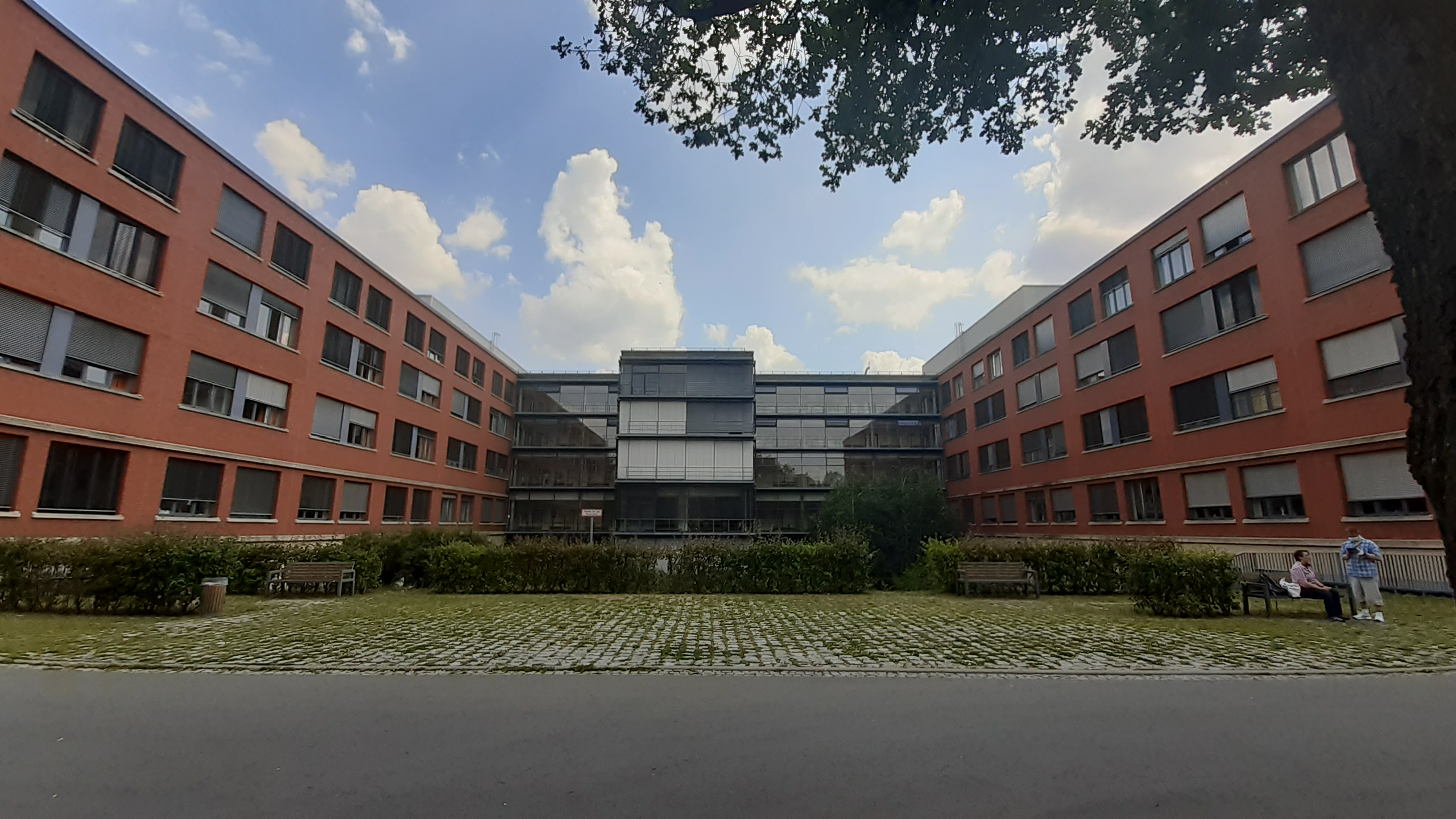
Zentralgebäude-Flügel mit Senkgarten dazwischen

Am 1. Juni 2001 wurden das frühere Städtische Klinikum Buch sowie die Robert-Rössle-Klinik und die Franz-Volhard-Klinik an den Städtischen Krankenhauskonzern Helios verkauft. Das Klinikum Buch war defizitär und Helios machte für die Übernahme das Angebot, bis 2008 für 200 Millionen Euro einen Neubau zu errichten. Das Land Berlin zahlte im Gegenzug über 18 Millionen Euro an Helios für eine vereinbarte Beschäftigungssicherung. Nach der Privatisierung wurden rund 1000 Stellen abgebaut, Löhne gesenkt und die Arbeit verdichtet.
Am 23. Juni 2004 begannen die Bauarbeiten für den Bau eines großen Zentralgebäudes für das Klinikum, welches das Büro HDR TMK Planungsgesellschaft entworfen hatte. Nach Fertigstellung des Neubaus und einer kompletten neuen Ausstattung wurde das Klinikum, dessen Haupteingang an die Schwanebecker Chaussee verlegt worden war, Mitte Juli 2007 wiedereröffnet. – Zum Klinikum, das seitdem rund eintausend Betten vorhält, gehören mit der Robert-Rössle-Klinik und der Franz-Volhard-Klinik zwei Forschungskliniken für Onkologie beziehungsweise Kardiologie, die bis 1990 Teil des Zentralinstituts für Krebsforschung beziehungsweise des Zentralinstituts für Herz-Kreislaufforschung der Akademie der Wissenschaften der DDR waren und nach 1990 zunächst der Charité angegliedert wurden.
Die meisten auf dem Gelände des Klinikums stehenden historischen Bauten blieben erhalten und wurden unter Denkmalschutz gestellt. Der neue Betreiber hat sie komplett renoviert und dort einzelne Geschäftsfelder wie das Labor, eine Poliklinik oder die IT-Abteilung untergebracht.

## Fachgebiete, Rettungsflüge, Zertifizierungen
Mehr als 60 Fachabteilungen in interdisziplinären Zentren wie das Brustzentrum, das Darmzentrum, das Perinatalzentrum, die Stroke Unit und die Chest Pain Unit bieten die Basis für eine gezielte medizinische Versorgung. Alle Fachbereiche, untergliedert in 50 Stationen, werden in der Klinik-Homepage exakt aufgelistet. – Pro Jahr wurden bisher durchschnittlich 52.000 stationäre und 140.000 ambulante Behandlungen durchgeführt (Stand: Mai 2020.)
Ein wichtiger Punkt ist das Notfallzentrum mit Hubschrauberlandeplatz. – Im Frühjahr 2021 wurde ein offizielles Genehmigungsverfahren für einen eigenen Hubschrauberstandort auf dem Klinikgelände bei der Gemeinsamen Oberen Luftfahrtbehörde Berlin-Brandenburg gestellt. Möglich seien damit bis zu 1900 Flugeinsätze; die Haupteinflugschneise soll über Röntgental, Panketal und Schwanebeck verlaufen.
Anfang Mai 2024 eröffnete trotz zahlreicher Proteste von Einwohnern wegen des zu erwartenden Fluglärms die neue Luftrettungsstation am Helios-Klinikum. Die Anlage bekam ein eigenes Stationsgebäude. An den Einsätzen sind drei verschiedene Organisationen beteiligt: die DRF mit den Piloten, 15 Notärzte im Dienst der Berliner Feuerwehr sowie Rettungssanitäter. Zwei Hubschrauber vom Typ Airbus H145 kommen derzeit (Mitte Mai 2024) zum Einsatz, ein dritter wird insbesondere für die Windenrettung vorbereitet. Mit den in Berlin bestehenden Luftrettungsstationen am Charité-Campus Benjamin-Franklin (Betreiber ADAC) und am UKB erfolgt eine enge Zusammenarbeit.
Die Deutsche Krebsgesellschaft hat das Onkologische Zentrum der Klinik mehrfach zertifiziert, zuletzt im Jahr 2018 für 15 Innere Abteilungen.

## Ausstattung und Besonderheiten
Die Klinik verfügt über modernste Medizintechnik, unter anderem drei Kernspintomographen, drei Computertomographen, ein digitales Mammographiegerät und zahlreiche Röntgenanlagen. Die Klinik für Nuklearmedizin arbeitet mit einem PET/CT.
Im Jahre 2011 überlebte im Helios Klinikum Berlin-Buch das kleinste Baby Berlins, das in der 24. Woche mit 400 Gramm zur Welt kam, obwohl es nach der Geburt zu einer Perforation des Dünndarms gekommen war.

## Gebäudebeschreibung

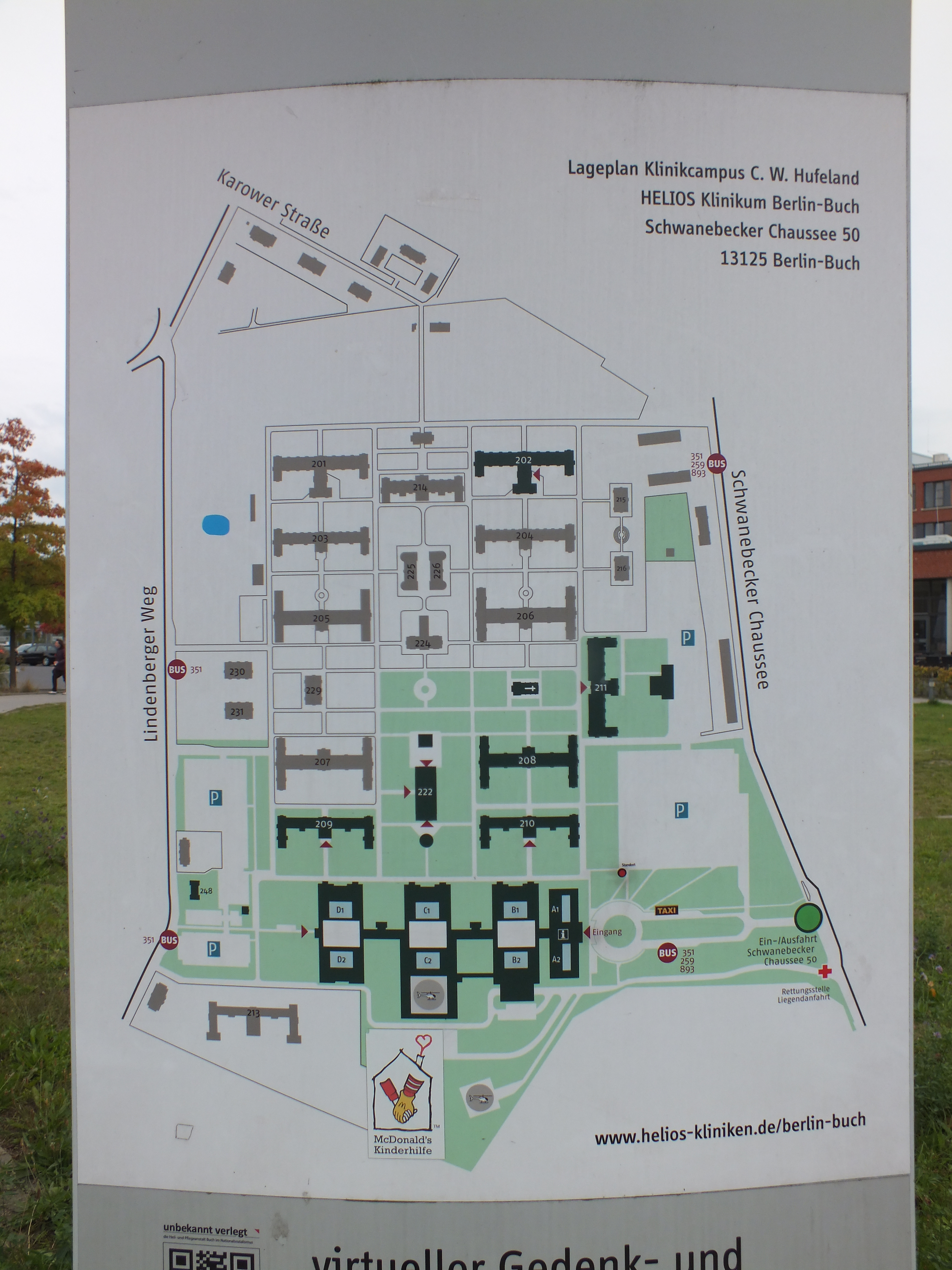
Lageplan der Klinik in Buch, Stand 2020

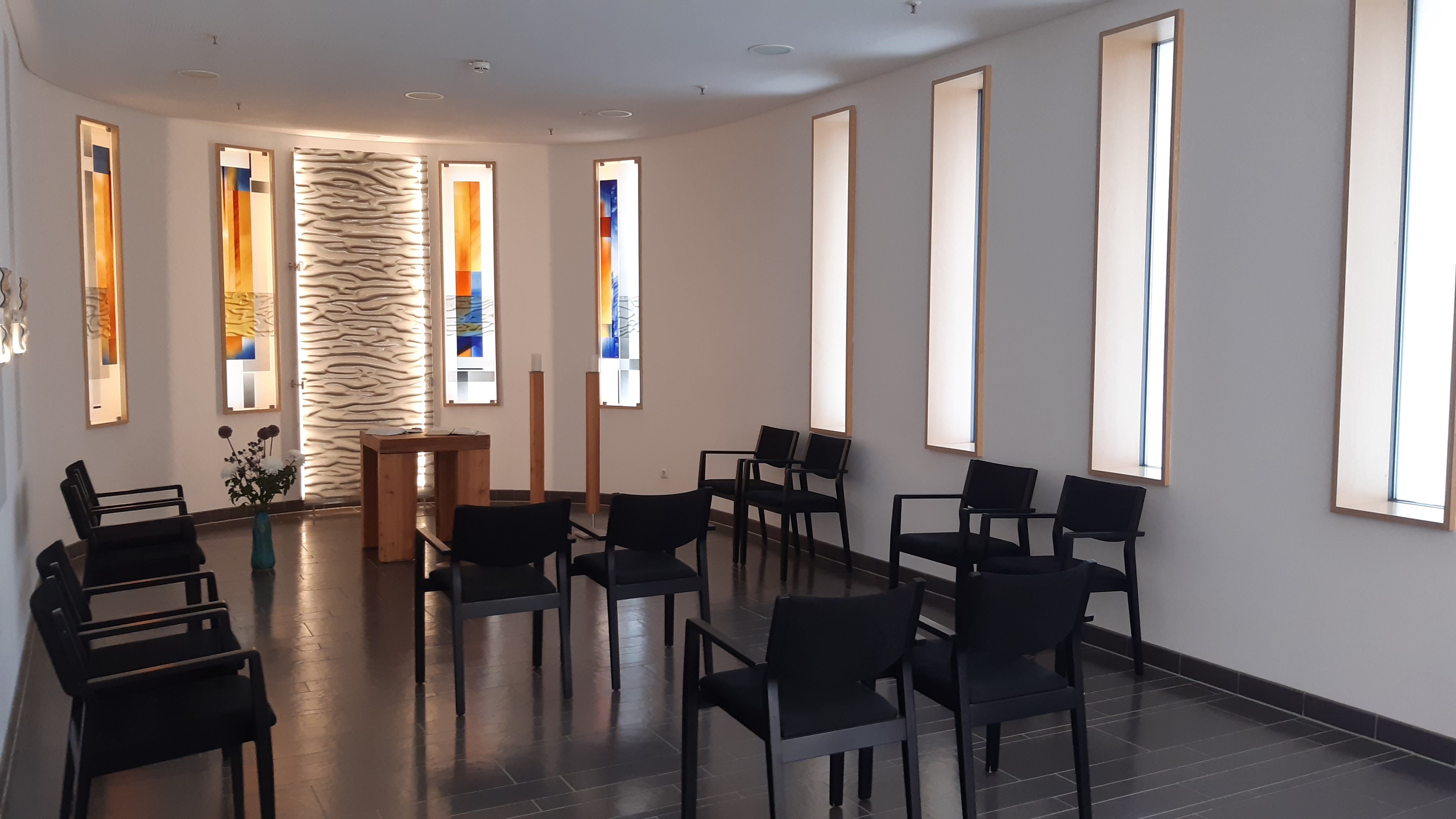
Raum der Stille

Der Neubau ist eine Kompaktanlage in Nord-Süd-Richtung. Sie verfügt über mehrere Gebäudearme, die jeweils einer Facheinrichtung zugeordnet sind. Im Erdgeschoss befinden sich Untersuchungseinheiten wie die Röntgenabteilung, Kernspin- und Computertomografie. Im Foyer gibt es eine zentrale Besucherinformation, eine Cafeteria, eine Apotheke, einen Friseur und kleine Verkaufseinheiten.
Ein Wartebereich ist für Angehörige vorgesehen, die Gebärende begleiten oder auf den Abschluss von Behandlungen warten. Hier wurde ein etwa zwei Meter hoher Kunststorch aufgestellt, der im Schnabel eine Tafel hält. Darauf vermerken die Helfer der Geburtsstation täglich den/die Vornamen der neugeborenen Kinder und die genaue Geburtszeiten.
Ebenfalls im Erdgeschoss ist eine Ronald-McDonald-Oase angesiedelt, die den Begleitern kleiner Kinder vorbehalten ist. Sie finden hier in angenehmer Umgebung Ruhe und Ablenkung von stressigen Behandlungen.
Im ersten Obergeschoss gibt es eine katholische und eine evangelische Seelsorgeeeinrichtung sowie einen Raum der Stille.

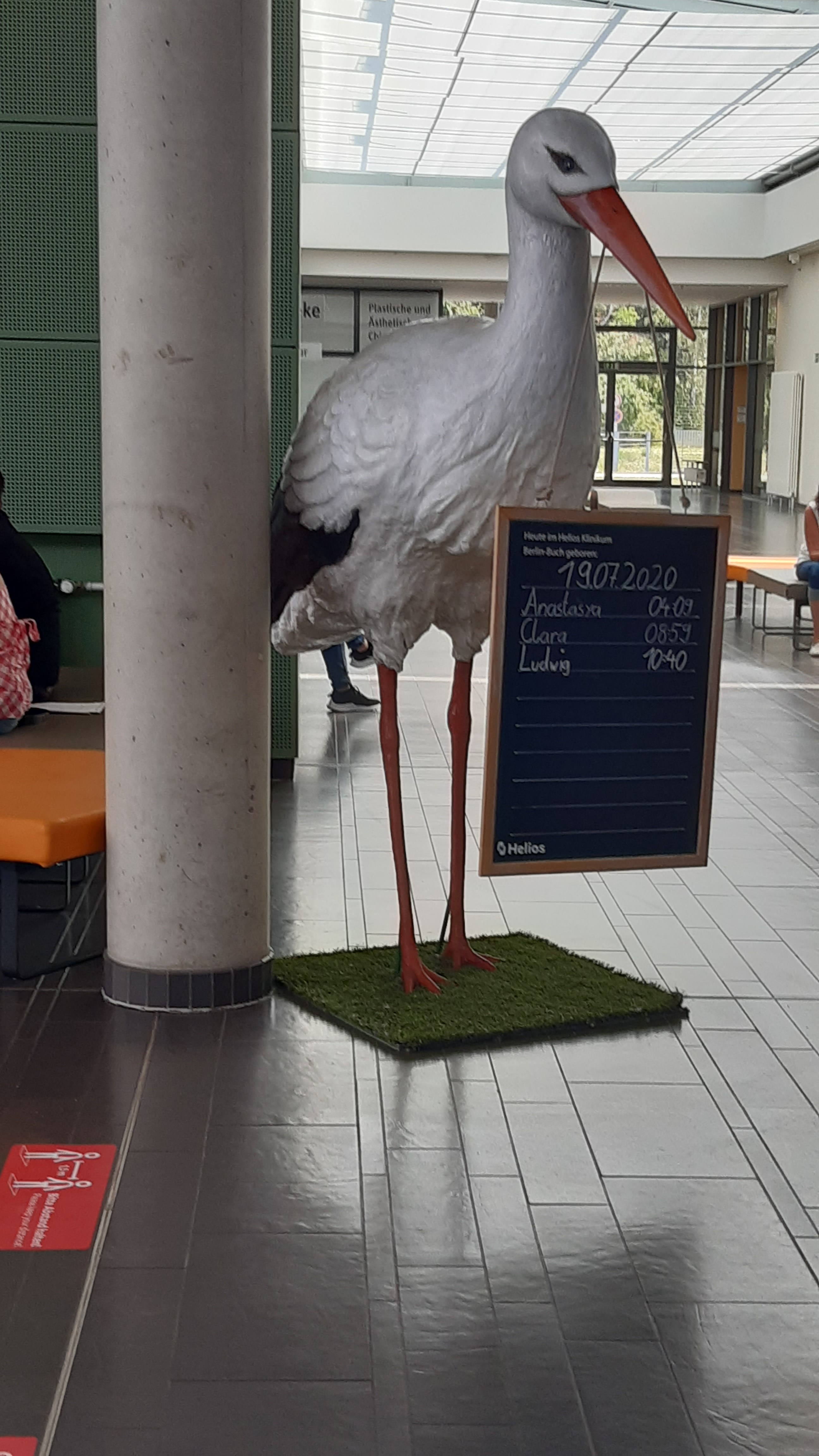
Geburtsanzeiger

Alle Quergebäudeflügel bilden gegenseitig einen Senkgarten im Kellerbereich, der von den Schmalseiten (von innen und von außen) begehbar ist.
Die Rettungsstelle hat eine eigene Zufahrt und ist intern mit dem Langhaus verbunden.
Die ursprünglichen Bauten im märkischen Backsteinstil, mit weißen Streifen abgesetzt, sind weitestgehend erhalten und rekonstruiert. Sie werden für medizinische Spezialbehandlungen oder von anderen kleineren Unternehmen genutzt.

## Kunst in der Klinik

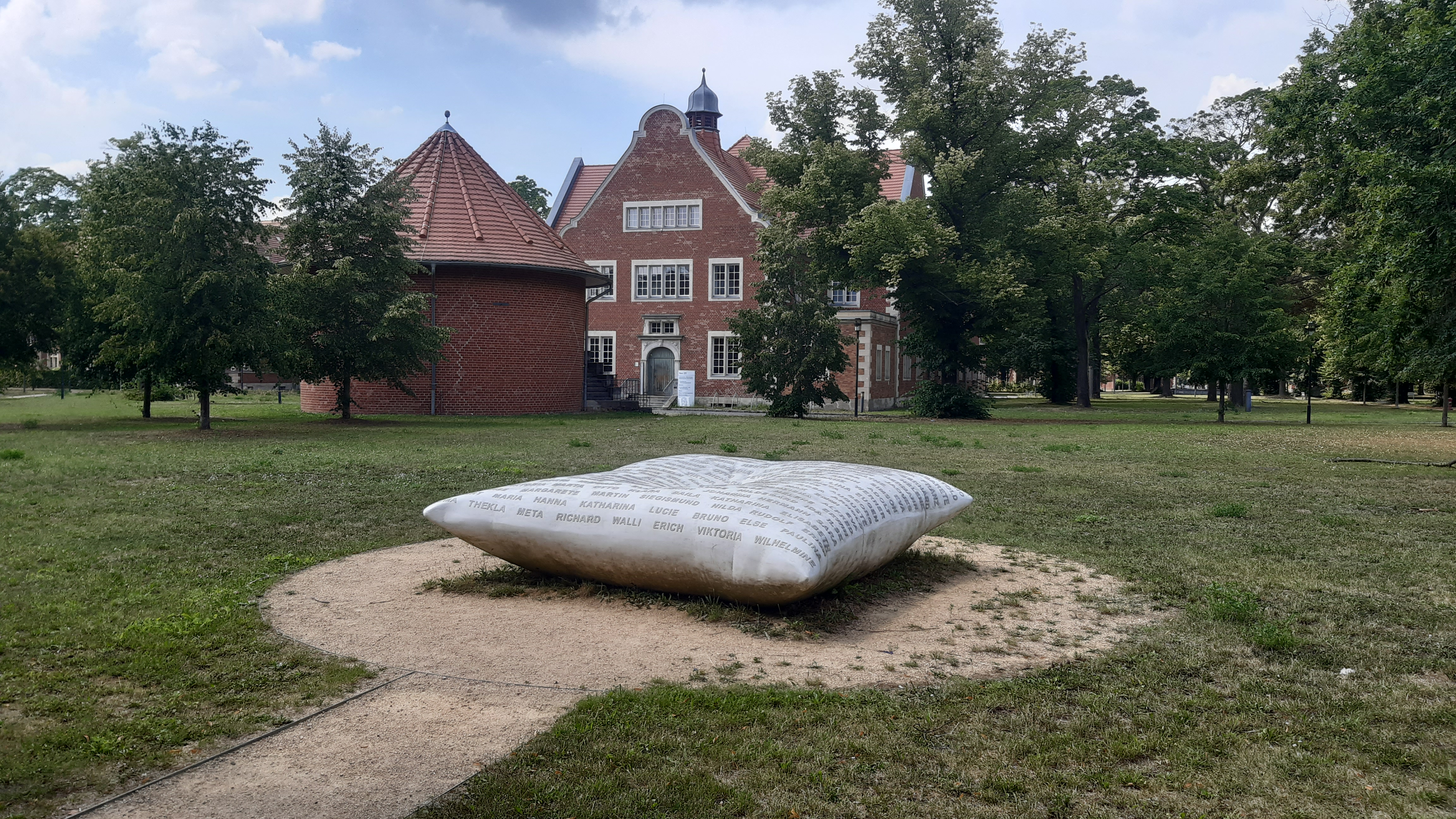
Namenskissen

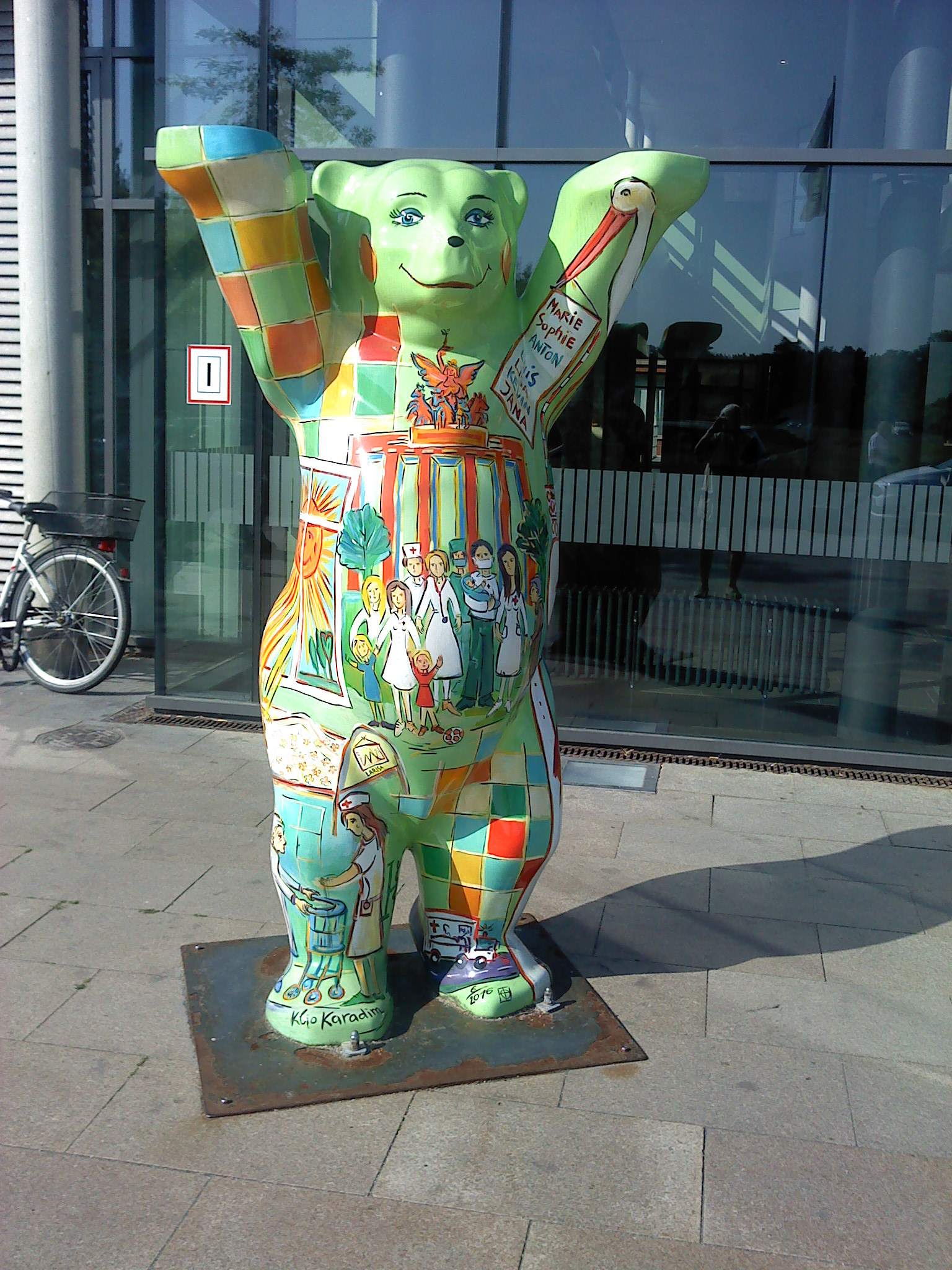
Buddy Bear

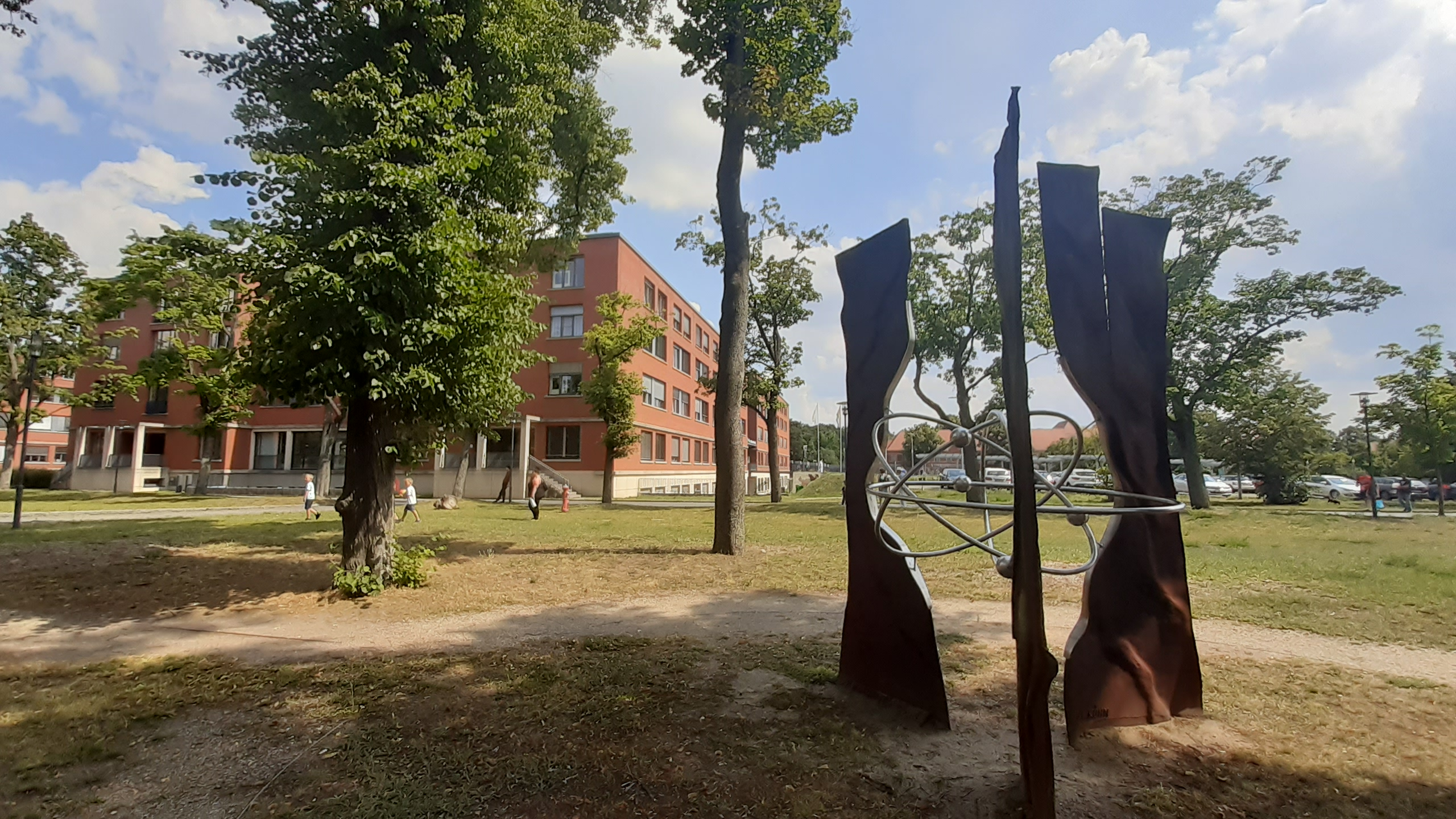
Atommodell? als Kunst

Vor dem Haupteingang ist ein Buddy Bear platziert, der in kleinen Bildgeschichten den Klinikalltag von der Zufahrt eines Rettungswagens, über Operationen, Pflege und auch eine Stadtansicht zeigt. Laut der Inschrift auf den Hinterpfoten des Tieres hat Klio Karadim die Bemalung im Juni 2016 geschaffen.
Im weitläufigen Park mit zahlreichen alten Bäumen fallen zwei Kunstwerke auf. Zum einen liegt auf einer Rasenfläche ein übergroßes Hartplastikkissen, das rundherum Vornamen von Kindern trägt. Vielleicht ist es für ein Foto mit einem Neugeborenen konzipiert.
Zum anderen steht zwischen dem Langhaus und einem historischen Gebäude eine abstrakte Figur, geschaffen von Achim Kühn. Sie könnte eine Anspielung auf eine Satellitenumlaufbahn sein oder ein einfaches Atommodell darstellen und bezieht sich damit auf früher hier durchgeführte Forschungen.

## Abrechnungs- und Hygieneprobleme 2008 bis 2016
Im Juni 2011 durchsuchte die Polizei das Helios Klinikum Buch und die Helios-Zentrale in Berlin-Mitte wegen möglichen Abrechnungsbetrugs. Gegen 14 Verdächtige, darunter Ärzte, Chefärzte und weitere Angestellte bestand der Verdacht, dass ambulante Leistungen von nicht zugelassenen und zum Teil auch nicht ausreichend qualifizierten Ärzten geleistet wurden. Diese seien dann über den jeweils zugelassenen Arzt abgerechnet worden, und zwar seit 2008. Nach einer Meldung der Berliner Zeitung vom 13. Februar 2013 hat Helios an die KV sechs Mio. Euro gezahlt, um den Zivilprozess zu beenden. Laut dieser Meldung ermittelte die Staatsanwaltschaft weiter. Im Zuge der Aktion durchsuchte die Polizei neun Wohnungen in Berlin und Brandenburg. Die Ermittlungen sind seit Mitte der 2010er Jahre abgeschlossen, Konsequenzen nicht bekannt geworden.
Eine am 11. Januar 2016 gezeigte Sendung Profit statt Gesundheit aus der Reihe Team Wallraff – Reporter undercover warf der Klinik die Missachtung von Hygienevorschriften vor. Servicekräfte, welche das Essen austeilten, säuberten auch die Betten, wodurch Fäkalkeime in das Essen gelangen könnten. Weitere Vorwürfe betrafen zu nachlässiges Händewaschen, Bettentransport ohne Schutzkleidung sowie nicht ordnungsgemäßen Umgang mit Patienten mit multiresistenten Keimen. Die Klinik kündigte Verbesserungen bei der Hygieneschulung an, sah sich aber insgesamt zu Unrecht an den Pranger gestellt. Der Anteil an Infektionen mit multiresistenten Keimen sei bei ihr niedriger als im Bundesschnitt.
Mit der Schaffung eines eigenen Hygienebeauftragten und der Veröffentlichung der jährlichen Untersuchungsergebnisse steuerte die Klinikleitung ihre Arbeit auf diesem wichtigen Gebiet um.